# Route nationale 749
Pour les articles homonymes, voir Route 749.
La route nationale 749 ou RN 749 était une route nationale française reliant Château-la-Vallière à Lussac-les-Châteaux. À la suite de la réforme de 1972, elle a été déclassée en RD 749.

## Ancien tracé de Château-la-Vallière à Lussac-les-Châteaux (D 749)
- Château-la-Vallière
- Channay-sur-Lathan
- Rillé
- Gizeux
- Bourgueil
- Avoine
- Beaumont-en-Véron
- Chinon
- Champigny-sur-Veude
- Richelieu
- Jaulnay
- Châtellerault
- Chauvigny
- Valdivienne
- Lussac-les-Châteaux